# Acrochordonichthys
Acrochordonichthys — рід риб з підродини Parakysinae родини Akysidae ряду сомоподібних. Має 10 видів.

## Опис
Загальна довжина представників цього роду коливається від 8 до 12 см. Голова широка і сплощена, вкрита дрібними горбиками з нечіткими краями. Очі невеличкі. Біля морди є 4 пари вусиків. Тулуб помірно стиснуто з боків. Шкіра зморшкувата, з горбиками, розташованими 5-6 поздовжніми рядками уздовж боків. Ці горбики у різних видів або дуже великі, або маленькі. У дорослих особин вони — округлі та пласкі. Скелет складається з 35-41 хребця. Спинний плавець розташовано близько до голови. Грудні плавці добре розвинені, великі їх хребти оглядні з зазублинами або без них. Самці мають задній прохід, розташований безпосередньо перед генітальним сосочком, що розташований позаду черевних плавців. У самиць генітальний сосок має конічну форму й міститься позаду анального плавця. Пахвові пори розташовані у грудній частині, виділяють отруйний молочно-білий слиз. На думку дослідників, є засобом захисту риб. Жировий плавець закруглений або кутоподібний, знаходиться у хвостовій частині. Анальний плавець помірно високий, з короткою основою. Хвостовий плавець усічений, слабко виїмчастий.
Забарвлення надзвичайно мінливе — спина коливається від світлого до шоколадно-коричневого кольору, вкриті світло- або темно -коричневими сідлоподібними плямами. У деяких видів зяброві промені вкриті дрібними коричневими цятками. Зміна забарвлення пов'язано із линянням шкіри.

## Спосіб життя
Зустрічаються у лісових швидких прозорих річках або струмках. В одних і тих же біотопах перетинаються споріднені види (A. rugosus, A. gyrinus, A. dissostichus, A. septentrionalis). Ці соми ховаються серед опалого листя, гілок та іншого природного сміття, де чатують здобич — дрібних гольців і сісорід. Інші тримаються біля піщаного або піщано-кам'янистого дна. Деякі види воліють кам'янисті ґрунти, але все одно поводяться так само.

## Розповсюдження
Поширені у водоймах Південно-Східної Азії, особливо багато видів на о. Калімантан. Інші зустрічаються на островах Суматра та Ява, в Малайзії й Таїланді.

## Види
- Acrochordonichthys chamaeleon (Vaillant, 1902)
- Acrochordonichthys falcifer Ng & Ng, 2001
- Acrochordonichthys guttatus Ng & Ng, 2001
- Acrochordonichthys gyrinus Vidthayanon & Ng, 2003
- Acrochordonichthys ischnosoma Bleeker, 1858
- Acrochordonichthys mahakamensis Ng & Ng, 2001
- Acrochordonichthys pachyderma Vaillant, 1902
- Acrochordonichthys rugosus (Bleeker, 1846)
- Acrochordonichthys septentrionalis Ng & Ng, 2001
- Acrochordonichthys strigosus Ng & Ng, 2001